# Útok na konvoj s uprchlíky u Luhanska
Útok na konvoj s uprchlíky u Luhanska se odehrál 18. srpna 2014 během konfliktu na východní Ukrajině, když dělostřelecká palba zasáhla vozidla převážející civilisty z obce Chrjaščuvate na předměstí Luhanska a zabila 17 lidí a šest vážně zranila. Ukrajinská armáda z napadení kolony obvinila proruské povstalce, ti však vinu odmítli a za viníky útoku označili právě Ukrajinskou armádu.
Podle mluvčího ukrajinských ozbrojených sil měli rebelové na konvoj zaútočit minomety a raketami Grad dodanými Ruskem, ačkoliv vozidla byla označena bílými vlajkami. Ukrajinské síly vyprostily z trosek sedmnáct těl, podle jejich vyjádření však přišlo o život několik desítek lidí včetně žen a dětí a mnohé oběti uhořely zaživa v zasažených vozech. Přesnější zjištění počtu zabitých znemožnily nadále trvající boje v oblasti.
Kolonu jedoucí do Lutuhyne tvořily kromě civilních vozů i armádní nákladní auta dodaná ukrajinskou armádou. Právě jejich přítomnost mohla způsobit, že byl na konvoj útok proveden. Povstalci však obvinění z útoku odmítli. Jeden z předáků samozvané Doněcké lidové republiky označil údajný útok za propagandu Kyjeva, podle dalšího separatisté neměli k takovému útoku prostředky a konvoj prý zasáhly samy ukrajinské síly, neboť silnici dlouhodobě ostřelovaly.